# Plebiscyt Przeglądu Sportowego 1982
48. Plebiscyt Przeglądu Sportowego na najlepszego sportowca Polski zorganizowano w 1982 roku.

## Wyniki
1. Zbigniew Boniek - piłka nożna (346 798 pkt.)
2. Lucyna Kałek - lekkoatletyka (318 074)
3. Stefan Leletko - podnoszenie ciężarów (271 183)
4. Ryszard Świerad - zapasy (256 791)
5. Piotr Mandra - podnoszenie ciężarów (192 697)
6. Grzegorz Lato - piłka nożna (174 899)
7. Andrzej Buncol - piłka nożna (172 797)
8. Roman Wrocławski - zapasy (130 658)
9. Piotr Michalik - zapasy (123 812)
10. Wojciech Fibak - tenis (106 276)